# Air Lithuania
Air Lithuania (лит. Aviakompanija Lietuva) — закрытая литовская регулярная и чартерная авиакомпания с главным офисом в Каунасе, основанная в 1991 году. Основными базами компании были аэропорт Каунаса (IATA: KUN, ICAO: EYKA) и аэропорт Паланги (IATA: PLQ, ICAO: EYPA).

## История
Air Lithuania была основана как государственная компания 13 сентября 1991 года после реорганизации подразделения Аэрофлота в Каунасе. Компания начала чартерные рейсы 15 февраля 1992 года. Первый регулярный рейс состоялся в феврале 1993 года из Каунаса в Будапешт. 17 июля 1995 года оно было преобразовано из государственной компании в акционерное общество. В августе 1997 года акции Air Lithuania были переданы материнской компании Lithuania Airlines.
В мае 2004 года Air Lithuania была куплена литовской транспортно-логистической компанией Arijus, а затем продана британской компании World Aviation Capital. На момент продажи компания имела долги около 20 миллионов литов, а её годовой валовой доход достиг 40 миллионов в 2004 году. Авиакомпания объявила о банкротстве в ноябре 2005 года. Это было первое банкротство авиакомпании в Литве.

## Флот

### Флот на момент закрытия авиакомпании
На момент закрытия флот авиакомпании состоял из следующих самолётов:
| Тип самолёта | Фото | Количество | Заказано | Число мест | Регистрация          | Примечания  |
| ------------ | ---- | ---------- | -------- | ---------- | -------------------- | ----------- |
| ATR 42-300   |      | 3          | —        |            | LY-ARI LY-ARJ LY-ARY | [ 5 ] [ 6 ] |
| Всего:       |      | 3          | 0        |            |                      |             |

### Выведенные из эксплуатации
| Тип самолёта | Фото | Количество | Регистрация | Год ввода в эксплуатацию | Год вывода из эксплуатации | Замена     | Примечания  |
| ------------ | ---- | ---------- | --- | ------------------------ | -------------------------- | ---------- | ----------- |
| Ан-2Р        |      | 26         | LY-ACO LY-ACU LY-ACT LY-ACV LY-ACW LY-ACY LY-ACZ LY-ADA LY-ADE LY-ADF LY-ADG LY-ADH LY-ADW LY-ADI LY-ADJ LY-ADK LY-ADN LY-ADM LY-ADL LY-ADP LY-ADO LY-ADQ LY-ADR LY-ADS LY-AQA СССР-84615 | 1992                     | 2000                       | —          | [ 5 ] [ 6 ] |
| Як-40        |      | 4          | LY-AAA LY-AAB LY-AAC LY-AAD | 1992                     | 2002                       | ATR 42-300 | [ 5 ] [ 6 ] |
| Як-40К       |      | 2          | LY-AAY LY-AAZ | 1992                     | 2004                       | ATR 42-300 | [ 5 ] [ 6 ] |
| Всего:       |      | 32         | |                          |                            |            |             |